# José María Alvira Almech
José María Alvira Almech (Saragossa, Aragó, 1864 - Madrid, 31 de juliol, 1938) fou un compositor aragonès.
Malgrat que des de petit mostrà gran afició i aptituds per la música, va haver de seguir, per decisió paterna, la carrera de Dret, que acabà doctorant-se a Madrid el 1885, si bé no arribà a exercir-la per dedicar-se a la d'agent de Canvi i Borsa. La creixent atracció que sentia per l'art el feu abandonar aquelles activitats per entregar-se sencerament al mateix, l'inici del qual fou un viatge que va realitzar per Itàlia com a director d'orquestra al teatre Espezzia amb l'òpera Lucrècia Borgia. Després de retornar a Espanya es va donar a conèixer com a compositor. Va estrenar a la seva ciutat nadiua l'obra Souvellas Vache, a la que li segui la seva bonica Simfonia en sol.
El 1898 aconseguí el càrrec de mestre concertador del teatre Reial i la direcció de la seva Acadèmia de cant, que regi amb un encert extraordinari, no tan sols en la formació de notables artistes espanyols, sinó en l'assessorament dels més afamats de l'estranger que, aprofitant les seves actuacions en el país, acudien a la competent direcció del mestre Alvira per a repassar els seus repertoris, fiançar o recuperar facultats o corregir deficiències. Entre els deixbles del mestre durant els trenta-dos anys en què aquest exercí el càrrec, hi figuren Titta Ruffo, Anselmi, Mardones, Ricard Viñes i Roda, Sanmarco, Masini-Pieralli, Tito Schipa, de Muro, Gagliardi i Amelita Galli-Curci.
Dels seus deixebles privats i a l'Acadèmia del Reial, hi ha les germanes Angeles i Ofèlia Nieto, Delfin Pulido, Matilde Pretel, Aurora Boades, Julián Biel, Felicitas Ramirez, José i Antonio Picatoste, Augusto Ordóñez, Peñalver. Destacant el cas del conegut tiple anglès Amanda Brown, que, en perdre quasi per complet el registre agut de la seva veu va anar cap a Madrid, atreta per la fama d'Alvira Almech, que va reeixir amb poc temps, amb els exercicis adequats, fer-la recuperar el fa sobreagut i que tornés a actuar, i ella, en prova de delicada gratitud, des de llavors adoptà el nom de Bianca Alvira.
Aquestes activitats del mestre aragonès, no tan sols entorpiren la seva feina de compositor, com es veurà després per la llista de les seves obres, sinó que li van permetre emprendre una dura empresa la qual realització constituïa el seu més volgut afany: el d'eixamplar els àmbits i possibilitats de l'escena lírica espanyola amb la traducció i adaptació d'obres famoses. El seu gran coneixement de les exigències i dificultats de la vocalització, la seva vasta cultura i el domini perfecte de diversos idiomes, s'uniren en Alvira per aquest intent, per portar-se a fi, i donaren per fruit les excel·lents versions que realitzà i van restar inèdites, de El barber de Sevilla, Carmen, Tosca, La traviata, El príncep Ígor, La Africana, Els mestres cantaires de Nuremberg i Rigoletto. La seva producció original la integren, a més de les dues citades al principi, nombroses sarsueles, com: Jai-Alai, La farolada, A falta de pan…, El beso de hielo, Mississipi, El Españoleto, La velada de San Juan, El veterano, Mar de fondo, La silla de enea, Los Campos Eliseos, Frasco-Luis, El triunfo del amor; diverses de les quals li proporcionaren grans èxits.
Obres destacades
- Schola cantorum : estudio teórico-práctico de la manera de enseñar y aprender a cantar como cantaban los que cantaron, Madrid, Torrent, 1940